# Forbidden Choices
Forbidden Choices is een Amerikaanse film uit 1994 van regisseur Jennifer Warren.

## Verhaal
Verfilming van het boek 'The Beans of Egypt, Maine' van Carolyn Chute, over de in een trailer wonende familie Bean.

## Rolbezetting
| Acteur          | Personage         |
| --------------- | ----------------- |
| Martha Plimpton | Earlene Pomerleau |
| Kelly Lynch     | Roberta Bean      |
| Rutger Hauer    | Reuben Bean       |
| Patrick McGaw   | Beal Bean         |
| Richard Sanders | Lee Pomerleau     |
| James Gervasi   | opa Bean          |
| Susanna Burney  | Merry Merry       |